# 回兴街道
回兴街道，是中华人民共和国重庆市渝北区下辖的一个乡镇级行政单位。

## 行政区划
回兴街道下辖以下地区：
宝圣东路社区、双湖路社区、宝桐路社区、馨兰路社区、龙石路社区、科兰路社区、金兰路社区、白鹤村和长河村。

## 交通
- 回兴站